# 乐俊清
乐俊清，中华人民共和国政治人物、外交官。
1990年2月，接替田长松，担任中华人民共和国驻莱索托大使，未及赴任，莱索托于4月与中华民国政府复交，中华人民共和国政府宣布与莱索托中止外交关系。乐俊清同年8月改任中华人民共和国驻西萨摩亚大使。